# Muhammad Iqbal
(Canto dell'India, Tarānah-e-Hindi)
Sir Muhammad Iqbal (Sialkot, 9 novembre 1877 – Lahore, 21 aprile 1938) è stato un poeta, filosofo, politico, barrister e opinionista pakistano.
È considerato il "padre spirituale" e il poeta nazionale del Pakistan, nonché una delle figure più importanti della letteratura urdu. È autore di opere letterarie sia in urdu che in persiano.
Fuori dal suo paese, Iqbal è ammirato come poeta anche dagli indiani, dagli iraniani, dal popolo del Bangladesh, dello Sri Lanka e da diversi studiosi internazionali di letteratura. È spesso citato con l'epiteto di ʿAllāma (lett. "sapientissimo") e acclamato, oltre che come poeta, anche come pensatore filosofico musulmano dei tempi moderni. Il suo primo libro di poesie, Asrar-i-Khudi, è apparso in lingua persiana nel 1915, e, a seguire, il Rumuz-i-Bekhudi, il Payam-i-Mashriq e lo Zabur-i-Ajam. Tra questi, i suoi più noti lavori in Urdu sono, il Bang-i-Dara, il Bal-i-Jibril, e lo Zarb-i Kalim e una parte dell'Armughan-e-Hijaz.Sia il complesso di opere di poesia urdu e persiana, che le sue lezioni e le lettere in urdu e in inglese hanno suscitato nel tempo, notevoli controversie culturali, sociali, religiose e politiche.
Nel 1922, fu nominato re Giorgio V, cavaliere, che gli concesse il titolo di "Sir". In Inghilterra, mentre studiava diritto e filosofia, divenne membro della filiale di Londra della All-India Muslim League. Più tardi, nel dicembre 1930, durante una sessione della Lega Musulmana, ha presentato il suo più famoso discorso presidenziale noto come "Allahabad Address", in cui spinse per la creazione di uno Stato islamico nel nord-ovest dell'India.
In gran parte dell'Asia meridionale e del mondo dove si parla Urdu, Iqbal è considerato come lo Shair-e-Mashriq. Viene anche chiamato Mufakkir-e-Pakistan, Musawar-e-Pakistan e Hakeem-ul-Ummat. Il governo Pakistano lo ha nominato ufficialmente poeta nazionale. Il suo compleanno, Yom-e-Welādat-e Muhammad Iqbal o Iqbal day, in Pakistan è un giorno festivo. In India è ricordato anche come l'autore della canzone popolare, Saare Jahaan Se Achcha.

## Biografia

### Vita privata
Nacque il 9 novembre 1877, a Sialkot, nella provincia del Punjab dell'India britannica, ora in Pakistan. I suoi nonni erano pandit del Kashmir, bramini del clan Sapru del Kashmir, convertiti all'Islam. Nel XIX Secolo, quando l'impero Sikh stava conquistando il Kashmir, la famiglia di suo nonno migrò in Punjab. Nei suoi scritti, viene spesso citato e ricordato per il suo lignaggio Kashmiri Pandit e bramino.
Il padre di Iqbal, lo sceicco Muhammad Noor, deceduto nel 1930, era un sarto, non formalmente istruito, ma religioso. La madre di Iqbal, Imam Bibi era una donna gentile e umile che aiutava i poveri e risolveva i problemi dei vicini. Morì il 9 novembre 1914 a Sialkot. Iqbal amava sua madre, e alla sua morte espresse i propri sentimenti in una forma di elegia poetica.
È poeta nazionale del Pakistan, venendo spesso definito come, "ʿAllāma Iqbal", per sottolineare la sua grande erudizione. La maggior parte delle sue opere sono state scritte in lingua persiana.

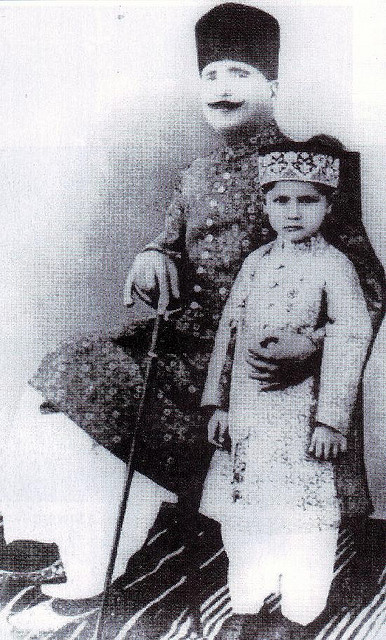
Allama Iqbal col figlio Javed Iqbal nel 1930

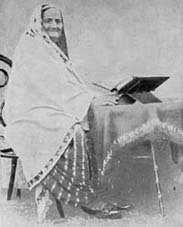
Madre di Iqbal, Imam Bibi

Chi vedrebbe irrequietezza, se la mia lettera non riuscisse ad arrivare?

Visiterò la tua tomba con questa denuncia:

Chi ora penserà a me nella preghiera della mezzanotte?

Per tutta la tua vita, il tuo amore mi ha servito con devozione.

Quando sono diventato in grado di servirti, tu sei partita.»
A quattro anni venne ammesso alla moschea per studiare il Corano. Imparò la lingua araba dal suo insegnante Syed Mir Hassan, capo della madrasa e docente di lingua araba presso lo Scotch Mission College di Sialkot, dove si iscrisse nel 1893. Nel 1895 conseguì il diploma presso la Facoltà di Lettere del Murray College di Sialkot. Lo stesso anno si iscrisse al Government College di Lahore, dove, nel 1897 conseguì il Bachelor of Arts in filosofia, letteratura inglese e arabo, vincendo la medaglia Khan Bahadurddin F.S. Jalaluddin con il punteggio più alto. Nel 1899, conseguì il Master of Arts presso la stessa università, giungendo al primo posto alla Punjab University, di Lahore.
Sposato tre volte, la prima, nel 1895, attraverso un matrimonio combinato mentre studiava per diventare Bachelor of Arts, con Karim Bibi, figlia del medico di Khan Bahadur Ata Muhammad Khan. Ebbero una figlia, Miraj Begum, ed un figlio, Aftab Iqbal. Più tardi contrasse matrimonio con Sardar Begum madre di Javid Iqbal, mentre il terzo, nel dicembre 1914, con Mukhtar Begum.

### Studi in Europa
Fu influenzato dagli insegnamenti di Sir Thomas Arnold, suo docente di filosofia al Government College di Lahore. Gli insegnamenti di Arnold motivarono Iqbal a proseguire l'istruzione superiore in Occidente, così nel 1905, si recò in Inghilterra. Ricevette una borsa di studio presso il Trinity College, Università di Cambridge, conseguendo nel 1906, il Bachelor of Arts, e, nello stesso anno venne nominato da Lincoln Inn, avvocato "call to the bar". Nel 1907, si trasferì in Germania per proseguire i suoi studi di dottorato, conseguendo, nel 1908, un dottorato in Filosofia presso l'Università Ludwig-Maximilian di Monaco di Baviera. Lavorando sotto la guida di Friedrich Hommel, compilò la tesi di dottorato con il titolo: "The Development of Metaphysics in Persia", tesi che fu anche pubblicata.
Nel 1907 durante il soggiorno a Heidelberg, la sua professoressa di tedesco, Emma Wegenast, gli insegnò il Faust di Goethe, e le opere di Heine e Nietzsche. Fu durante i suoi studi in Europa che iniziò a scrivere poesie in lingua persiana. Diede priorità a questa lingua, perché credeva di aver trovato un modo semplice per esprimere il suo pensiero. Decise che avrebbe scritto continuamente in persiano tutta la sua vita.

### Accademia

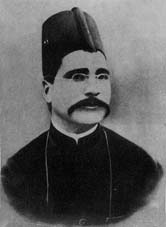
Iqbal nel 1899

Nel 1899, dopo aver completato il suo Master of Arts, iniziò la sua carriera come lettore in arabo, presso l'Oriental College. Poco dopo venne scelto come professore minore in filosofia presso il Government College di Lahore, dove in passato era stato anche studente. In questo college insegnò fino alla sua partenza per l'Inghilterra, avvenuta nel 1905. Nel 1908, tornò in Inghilterra unendosi nuovamente allo stesso college come professore di filosofia e letteratura inglese. Nello stesso periodo Iqbal iniziò a praticare legge allo "Chief Court Lahore", ma ben presto smetté di praticare, dedicandosi alle opere letterarie e diventando un membro attivo dell'Anjuman-e-Himayat-e-Islam. Nel 1919, divenne segretario generale della stessa organizzazione. I pensieri di Iqbal si concentrano soprattutto sullo sviluppo della società umana nella direzione spirituale, basata su esperienze di viaggi e soggiorni in Europa occidentale ed in Medio Oriente. È stato profondamente influenzato da filosofi occidentali come Friedrich Nietzsche, Henri Bergson e Johann Goethe.
La poesia e la filosofia di Mawlana Rumi influenzarono profondamente Iqbal. Profondamente radicato nella religione fin dall'infanzia, iniziò concentrandosi intensamente sullo studio dell'Islam, la cultura e la storia della civiltà islamica e il suo futuro politico,l; abbracciò Rumi come "la sua guida". Iqbal, in molte sue poesie, caratterizza Rumi come guida. Le sue opere si focalizzarono sul ricordare ai suoi lettori le ultime glorie della civiltà islamica, diffondendo il messaggio di "purezza", di concentrazione spirituale nell'Islam, sia come fonte di liberazione socio-politica che come sua propria grandezza. Denunciò le divisioni politiche all'interno tra le nazioni musulmane, spesso alludendovi in termini di comunità musulmana globale o Ummah.
Questi furono gli anni che condussero il giovane Iqbal a paragonare le filosofie Orientali con le filosofie Occidentali. Consapevole che la cultura islamica fosse in declino, sviluppò al suo ritorno in patria il desiderio di riportare la cultura musulmana alle antiche glorie spirituali. Per ottenere ciò predicò la solidarietà islamica.
Nella prima metà del XX secolo, quando il suo lavoro divenne famoso, la poesia di Iqbal venne tradotta in diverse lingue europee. Le sue opere, l'Asrar-i-Khudi e il Javed Nama, vennero tradotte in inglese rispettivamente da Reynold A. Nicholson e da Arthur John Arberry.

### Ultimi anni e la Morte

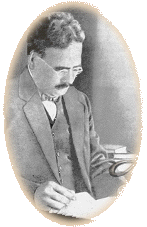
Allamah Iqbal-Barrister

Nel 1933, dopo il ritorno da un viaggio in Spagna e in Afghanistan, incominciò a soffrire di una misteriosa malattia alla gola. Trascorse i suoi ultimi anni aiutando il filantropo, Chaudhry Niaz Ali Khan a creare, presso Jamalpur, il Dar ul Islam Trust Institute, vicino a Pathankot, dove si prevedevano piani per sovvenzionare gli studi di Islam classico e la scienza sociale contemporanea. Sostenne anche la formazione di uno Stato islamico indipendente.
Smise di praticare il Diritto nel 1934. La pensione gli fu concessa dal Nawab di Bhopal. Negli ultimi anni, spesso visitò il mausoleo del Dargah a Lahore, del famoso maestro Sufi Hazrat Ali Hujwiri. Dopo aver sofferto per mesi della malattia alla gola, Iqbal morì a Lahore il 21 aprile 1938. La sua tomba si trova nel Hazuri Bagh, un giardino recintato, posto tra l'ingresso della moschea Badshahi e il Fort Lahore.
In Pakistan è di fatto un'icona, essendo considerato il fondatore spirituale ed ideologico dello Stato. Il suo Tarana-e-Hind è una canzone ampiamente utilizzata in India come canzone patriottica che parla di armonia tra le popolazioni. Il suo compleanno è commemorato ogni anno in Pakistan come l'Iqbal Day, festa nazionale. Il suo cognome, Iqbal è presente in molte istituzioni pubbliche, tra cui l'Allama Iqbal Campus Punjab University di Lahore, l'Allama Iqbal Medical College di Lahore, Iqbal Stadium di Faisalabad, Allama Iqbal Open University in Pakistan, l'aeroporto internazionale Allama Iqbal a Lahore, il Allama Iqbal hall in Nishtar Medical college di Multan, Gulshan-e-Iqbal Town a Karachi, Allama Iqbal Town a Lahore, e Allama Iqbal Hall al Aligarh Muslim University in India.

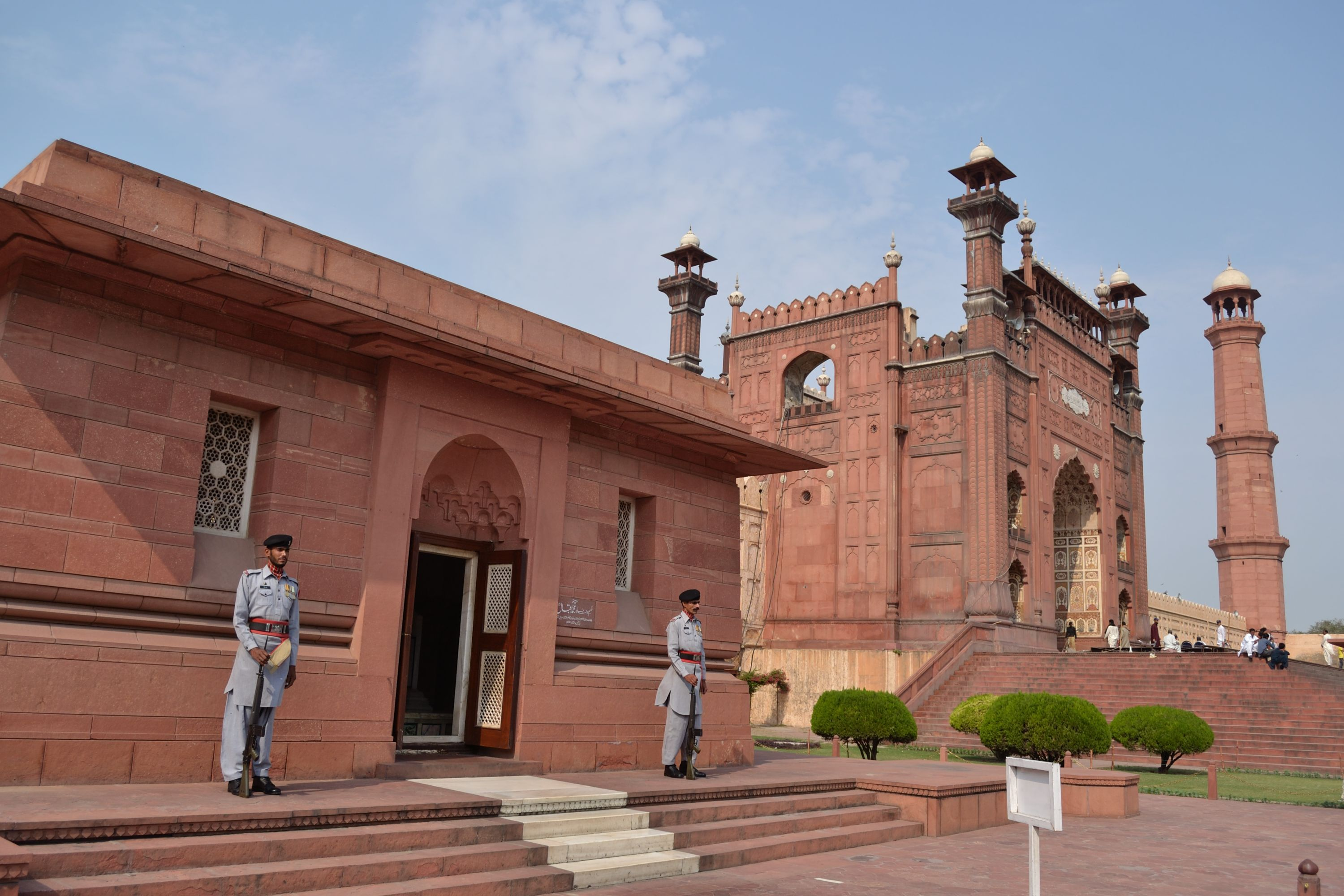
La tomba di Iqbal all'entrata della moschea imperiale, Lahaur

Il governo e le organizzazioni pubbliche hanno promosso la costruzione di istituti scolastici, università e scuole dedicate al poeta, stabilendo l'Iqbal Academy Pakistan per la ricerca, la letteratura, la filosofia, l'insegnamento, e la conservazione delle sue opere. Venne costituita la Allama Iqbal, una Società costituita per la promozione della Iqbaliyat sia nella filatelia che in altri hobby. Suo figlio Javid Iqbal ha servito come giudice della Corte Suprema del Pakistan. Javaid Manzil fu l'ultima residenza di Iqbal.

## Sforzi e Influenze

### Politica
Mentre divideva il suo tempo tra la pratica di legge e la poesia, Iqbal era attivo nella Lega Musulmana. Non sostenne il coinvolgimento indiano nella prima guerra mondiale, rimanendo in stretto contatto con diversi leader politici musulmani, come Mohammad Ali Jouhar e Muhammad Ali Jinnah. Era un critico del Congresso Nazionale Indiano, da lui considerato come dominatore degli indù, rimanendo deluso dalla Lega, quando, nel corso del 1920, quando il suo gruppo venne separato nelle fazioni e assorbito tra il gruppo pro-britannico, guidata da Sir Muhammad Shafi, ed il gruppo centrista guidato da Jinnah.

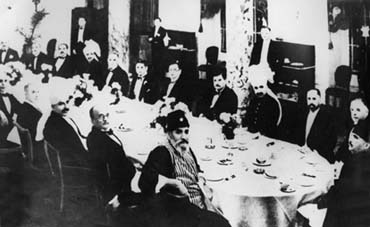
Iqbal in una conferenza

Nel mese di novembre 1926, con l'incoraggiamento di amici e sostenitori, venne proposto per un seggio nel "Punjab Legislative Assembly" del quartiere musulmano di Lahore, sconfiggendo il suo avversario con un margine di 3.177 voti. Ha sostenuto le proposte costituzionali presentate da Jinnah, con l'obiettivo di garantire diritti politici ai musulmani. Ha lavorato con l'Aga Khan ed altri leader musulmani allo scopo di unire le fazioni per raggiungere l'unità della Lega Musulmana. A Lahore era amico del politico comunista, Abdul Sattar Ranjoor.

### Iqbal, Jinnah e il concetto del Pakistan
Ideologicamente separato dai leader del Congresso della lega Musulmana, Iqbal, nel 1920, venne "tradito" dai suoi stessi compagni, a causa del conflitto tra fazioni. Si formarono due fazioni opposte, una guidata da Muhammad Shafi e l'altra da Fazl-ur-Rahman. Iqbal, invece, credeva che solo Jinnah fosse l'unico leader politico in grado di preservare l'unità e la realizzazione degli obiettivi politici della Lega Musulmana. Attraverso una forte e costruttiva corrispondenza personale con Jinnah, Iqbal lo convinse a porre fine al suo esilio volontario a Londra, convincendolo a ritornare in India per prendere in carico la Lega. Iqbal credeva fermamente a Jinnah. Secondo la sua opinione era l'unico leader in grado di attirare indiani musulmani nella Lega e, contemporaneamente, mantenere l'unità del partito. Iqbal scriveva a Jinnah:
Nel 1930, mentre Iqbal sposò l'idea nella formazione di province a maggioranza musulmana, Jinnah nel corso del decennio, avrebbe continuato a tenere colloqui con il Congresso, abbracciando, solo nel 1940, e ufficialmente l'obiettivo della formazione di uno stato Pakistano. Alcuni storici ipotizzano che Jinnah non aveva alcuna speranza di fare un accordo con il Congresso, non avendo mai veramente desiderato la spartizione dell'India. Altri storici ipotizzano che la stretta alleanza tra Iqbal e Jinnah è dovuta alla responsabilità che Jinnah avrebbe dovuto assumersi all'idea di uno stato Pakistano. Iqbal chiarì con Jinnah la sua visione di uno Stato musulmano indipendente in una lettera inviata il 21 giugno 1937:
Iqbal, quale presidente della Lega musulmana del Punjab, ha criticato le azioni politiche di Jinnah, tra cui un accordo politico con il leader Punjabi Sir Sikandar Khan Hyat, considerato da Iqbal come rappresentante delle classi feudali, senza impegnarsi nel considerare l'Islam quale filosofia politica di base. Tuttavia, Iqbal ha lavorato costantemente per incoraggiare, sia leader musulmani che le masse, per sostenere Jinnah e la Lega. Parlando del futuro politico dei musulmani in India, Iqbal ha affermato:

## Influenze internazionali
A Monaco di Baviera nel quartiere di Schwabing, nella piazza Habsburgerplatz, dove Iqbal abitava da studente, venne eretto un monumento a sua memoria. A Heidelberg, 1200 m di sponda del fiume Neckar sono dedicati al filosofo, poeta, politico Iqbal. In Italia la sua opera è stata divulgata da Alessandro Bausani.